# هایلندز، نیوجرسی
هایلندز (به انگلیسی: Highlands) شهری در ایالت نیوجرسی کشور ایالات متحده آمریکا است که جمعیت آن در سرشماری سال ۲۰۱۰ میلادی، ۵٬۰۰۵ نفر بوده‌است.